# 蔦京平
蔦 京平（つた きょうへい、1979年12月6日 - ）は、テレビ岩手のアナウンサー。

## 来歴
東京都で生まれ、千葉県千葉市で育つ。本人は千葉市を出身地としている。早稲田大学教育学部卒業。
大学を卒業後、2004年にテレビ岩手に入社。同期に元同局アナウンサーの菅原那緒子がいる。
報道制作局アナウンス部に所属していたが、2011年秋の報道部異動で記者になる。以後はニュースの取材と原稿書きが活動の中心になるが、その後もリポーターとして番組出演することがあった。そして2015年からの東京支社営業部勤務を経て、2017年4月から再びアナウンサーを務めている。

## 担当番組
- ニュースプラス1いわてキャスター（月 - 金）
- 5きげんテレビ - 中継コーナー担当[2]（報道部への異動前まで）、不定期中継コーナー「なな・なまリポート」担当[1]（2017年4月 - 2020年）
- いわて情報ステーション[2]
- どこか行こうヨ！[6]
- 週末はファンキーSOUL[6]
- ドキ土キ☆アミーGO![7]
- わくわくDokaaaan![8]
- 中津川テレビ☆わんだアナ[8]
- ニュースプラス1いわて[1] - 中継コーナー「なな・なまリポート」担当（2017年4月 - 2020年）
- 定時ニュース